# Casino di Terra
Casino di Terra è una frazione dei comuni italiani di Guardistallo e Montecatini Val di Cecina, nella provincia di Pisa, in Toscana.
È situato lungo la Strada statale 68 di Val Cecina, non distante dal confine col comune di Montescudaio; l'abitato è costituito da poche case situate nei pressi della stazione ferroviaria.
Nel comune di Montecatini Val di Cecina si trova la storica fattoria del Mocajo, che conserva ancora una cappella settecentesca in stile neogotico.

## Clima
Dati:https://www.sir.toscana.it/
| Casino di Terra    | Gen  | Feb  | Mar  | Apr  | Mag  | Giu  | Lug  | Ago  | Set  | Ott  | Nov  | Dic  |
| ------------------ | ---- | ---- | ---- | ---- | ---- | ---- | ---- | ---- | ---- | ---- | ---- | ---- |
| T. max. media (°C) | 10,2 | 11,0 | 14,6 | 18,8 | 23,1 | 27,1 | 30,4 | 30,6 | 27,0 | 21,5 | 15,7 | 11,3 |
| T. min. media (°C) | 1,4  | 1,9  | 4,5  | 7,6  | 11,0 | 13,9 | 16,5 | 16,5 | 13,7 | 9,4  | 5,2  | 2,1  |

## Storia
Frequentato sin da epoche remote, nel territorio di Casino di Terra sono state rinvenute testimonianze della presenza di insediamenti etruschi, come una tomba a thòlos del VI secolo a.C. scoperta nel 1932. Alcuni reperti furono trasferiti al Museo archeologico nazionale di Firenze, mentre la tomba fu ricostruita a Cecina nel cortile degli uffici tecnici del comune.
In epoca medievale nella zona sorgevano due castelli, oggi scomparsi: il castello di Pastina e il castello e il monastero di Pulicciano.
Nel tempo la località, situata al punto di confine di tre comuni, divenne una stazione di sosta per i carri carichi di merci trainati dai cavalli.
Nel 1862, con la realizzazione della ferrovia Cecina-Volterra, la zona fu dotata di una stazione ferroviaria. Dovendo servire i tre comuni situati nelle vicinanze (Montescudaio, Montecatini Val di Cecina e Guardistallo), per la stazione fu scelta la denominazione popolare di "Casino di Terra", dal nome di una casetta di pietra e paglia che si trovava nei paraggi.
Dagli anni settanta dell'Ottocento dalla stazione si diramava la linea per Monterufoli, che era adibita soprattutto al trasporto di lignite e dei calcedoni delle cave di Monterufoli.
La linea fu chiusa definitivamente nel 1928 a causa della piena del fiume Cecina che distrusse il ponte ferroviario.
Nel 1952 fu aperto un pastificio dall'ingegnere Giorgio Perucchetti ove lavoravano oltre settanta dipendenti; lo stabilimento, sorto per rilanciare l'economia della zona, fu però chiuso nel 1964.

## Cultura
A Casino di Terra e presso la località del Mocajo è ambientato il film Baci e abbracci (1999) di Paolo Virzì.